# Fouvent-Saint-Andoche
 Fouvent-Saint-Andoche  es una población y comuna francesa, situada en la región de Franco Condado, departamento de Alto Saona, en el distrito de Vesoul y cantón de Champlitte.

## Demografía
| 370 | 374 | 335 | 339 | 259 | 258 | 244 |
| Para los censos de 1962 a 1999 la población legal corresponde a la población sin duplicidades (Fuente: INSEE [Consultar]) |     |     |     |     |     |     |